# Rotting in the Sun
Rotting in the Sun es una película de suspenso y comedia negra de 2023 dirigida por Sebastián Silva, quien coescribió el guion con Pedro Peirano. Está protagonizada por Jordan Firstman, Silva y Catalina Saavedra.
La película tuvo su estreno mundial en el Festival de Cine de Sundance el 22 de enero de 2023. Se estrenó en cines en Estados Unidos el 8 de septiembre de 2023, antes de transmitirse en Mubi el 15 de septiembre de 2023.

## Reparto
- Jordan Firstman como Jordan Firstman, un insípido influencer estadounidense de las redes sociales
- Catalina Saavedra como la señora Verónica "Vero", la sufrida ama de llaves de Sebastián, empleada de Mateo.
- Sebastián Silva como Sebastián Silva, un cineasta suicida
- Mateo Riestra como Mateo, el mejor amigo y propietario de Sebastián.
- Martine Gutiérrez como Martine, la amiga vacía de Jordan.
- Alberto Rafael Cortés como Beto, el capataz de la reforma del apartamento.
- Gustavo Melgarejo como Lalo, hermano de Vero
- Juan Andrés Silva como Juan, hermano de Sebastiá

## Argumento
En la Ciudad de México, Sebastián Silva es un artista y cineasta deprimido, adicto a la ketamina, que contempla suicidarse tomando pentobarbital. Su casero y amigo, Mateo, que está renovando el edificio de apartamentos de Sebastián, alienta en broma sus ideas suicidas. La sufrida ama de llaves de Sebastián, Verónica "Vero", está preocupada por él y le preocupa que el abusivo Mateo pueda despedirla, pero Sebastián apenas la reconoce.
Sebastián viaja a una playa nudista gay, donde conoce al comediante estadounidense e influenciador de las redes sociales Jordan Firstman después de casi ahogarse. Fanático del trabajo de Sebastián, Jordan está convencido de que su encuentro casual es una señal de que los dos deberían trabajar juntos en el proyecto televisivo de Jordan. Jordan invita a Sebastián a una fiesta esa noche, donde Jordan filma a Sebastián inhalando ketamina y publica el video en sus redes sociales sin el permiso de Sebastián. Cuando Jordan se niega a eliminar el video, Sebastián, enojado, amonesta a Jordan por su insulsez e ideas poco inspiradas.
Al regresar a casa, Sebastián tiene una reunión online con ejecutivos de HBO, quienes rechazan su propuesta. Menciona el proyecto de Jordan, que despierta el interés de los ejecutivos. Luego se pone en contacto con Jordan y acepta trabajar juntos; Jordan insiste en mudarse con él durante su colaboración.
Sebastián le pide a Vero que lo ayude a mover un sofá pesado de su espacio de almacenamiento en la azotea para que lo use Jordan. Mientras levantan el sofá, Sebastián se distrae con las incesantes llamadas telefónicas de Jordan y accidentalmente cae desde la azotea y muere. Angustiada, Vero cubre su cuerpo y se va aturdida a la quinceañera de su sobrina, donde le confiesa el incidente a su hermano, Lalo. Lalo insiste en que la policía nunca le creerá, por lo que los dos envuelven el cuerpo en una lona y lo esconden en el espacio de almacenamiento.
Al día siguiente, Jordan llega a casa de Sebastián, pero se siente confundido por la ausencia de Sebastián. Pensando que Sebastián lo ha engañado, Jordan afirma en las redes sociales que él y Sebastián se enamoraron y que Sebastián estaba emocionado por su proyecto y lo invitó a quedarse. Sin embargo, después de encontrar el teléfono y la billetera de Sebastián dentro del departamento una noche, Jordan se preocupa e insta a sus seguidores a que lo ayuden a localizar a Sebastián.
Al encontrar los diarios de Sebastián, que detallan sus pensamientos suicidas y su interés por el pentobarbital, Mateo teme que pueda ser parcialmente responsable del posible suicidio de Sebastián. Al saber que dejó varios mensajes de voz incriminatorios en el teléfono de Sebastián bromeando sobre el pentobarbital, Mateo le expresa sus preocupaciones a su esposa. Al escuchar su conversación, Vero obtiene pentobarbital y coloca la caja vacía en el bote de basura de Sebastián.
Mateo se cuela en el apartamento y amenaza a Vero por espiarlo. Roba el teléfono y los diarios de Sebastián, de lo que Vero es testigo. Más tarde, abrumada por el estrés y la culpa, Vero rompe a llorar frente a Jordan, quien la consuela, aunque los dos no pueden entenderse.
El hermano de Sebastián, Juan, ve las publicaciones de Jordan y llega a México para ayudar a descubrir qué le pasó. Al día siguiente, llega la policía para investigar y encontrar la ketamina y la caja de pentobarbital de Sebastián. Creyendo que el suicidio está confirmado, la policía interroga a Mateo sobre las drogas y le dice que tendrán que presentar un informe. Mateo entra en pánico y confiesa que tomó los diarios y el teléfono, lo que solo aumenta las sospechas contra él. Juan está angustiado por la muerte aparentemente confirmada de su hermano y Jordan se marcha ante la insistencia de Mateo. Mateo despide a Vero por cumplir con el registro de drogas de la policía.
En el parque al otro lado de la calle, usando una aplicación de traducción en su teléfono, Jordan le pregunta a Vero si vio a Mateo robar los diarios y el teléfono de Sebastián. Vero confiesa la verdad por teléfono, expresa remordimiento por su participación en la muerte accidental de Sebastián y espera que su familia pueda encontrar la paz. La aplicación traduce mal su confesión, lo que deja a Jordan confundida mientras Vero se aleja con la botella de pentobarbital en la mano.

## Producción
Jordan Firstman se acercó a Sebastián Silva mientras estaba en México, lo encontró gracioso y quería hacer una película satírica. Silva se acercó previamente a Michael Cera para dirigir la película, pero Cera se negó debido al contenido sexual gráfico. La película contiene escenas de sexo no simuladas, y Silva afirma: "El sexo es tan gráfico que es un arma de doble filo. La gente, especialmente los estadounidenses, tienen mucho miedo de los genitales. Tengo un poco de miedo de que mucha gente se centre en  las pollas y hablar de pollas cuando es sólo un rasgo de uno de los personajes". En enero de 2023, la productora de Robert Pattinson, Icki Eneo Arlo, se unió a la película como productora.
La fotografía principal se llevó a cabo casi en su totalidad en la colonia Roma de la Ciudad de México, y concluyó en diciembre de 2021.

## Estreno
La película tuvo su estreno mundial en el Festival de Cine de Sundance el 22 de enero de 2023. En junio de 2023, Mubi adquirió los derechos de distribución de la película; se estrenó en cines en los Estados Unidos el 8 de septiembre de 2023 y comenzó a transmitirse a nivel mundial en Mubi el 15 de septiembre.